# Mramorová fontána (Třebovice)
Mramorová fontána je mramorová exteriérová skulptura, jejíž autor je mexický sochař a arteterapeut David Treviño Escobedo (*1977). Skulptura, která vznikla v roce 2009, se nachází v malém parku na Sládkovičově náměstí (poblíž většího Třebovického parku) v Ostravě-Třebovicích v Moravskoslezském kraji v geomorfologické oblasti Ostravská brána. Dílo je umístěno na tmavém kamenném soklu.

## Další informace

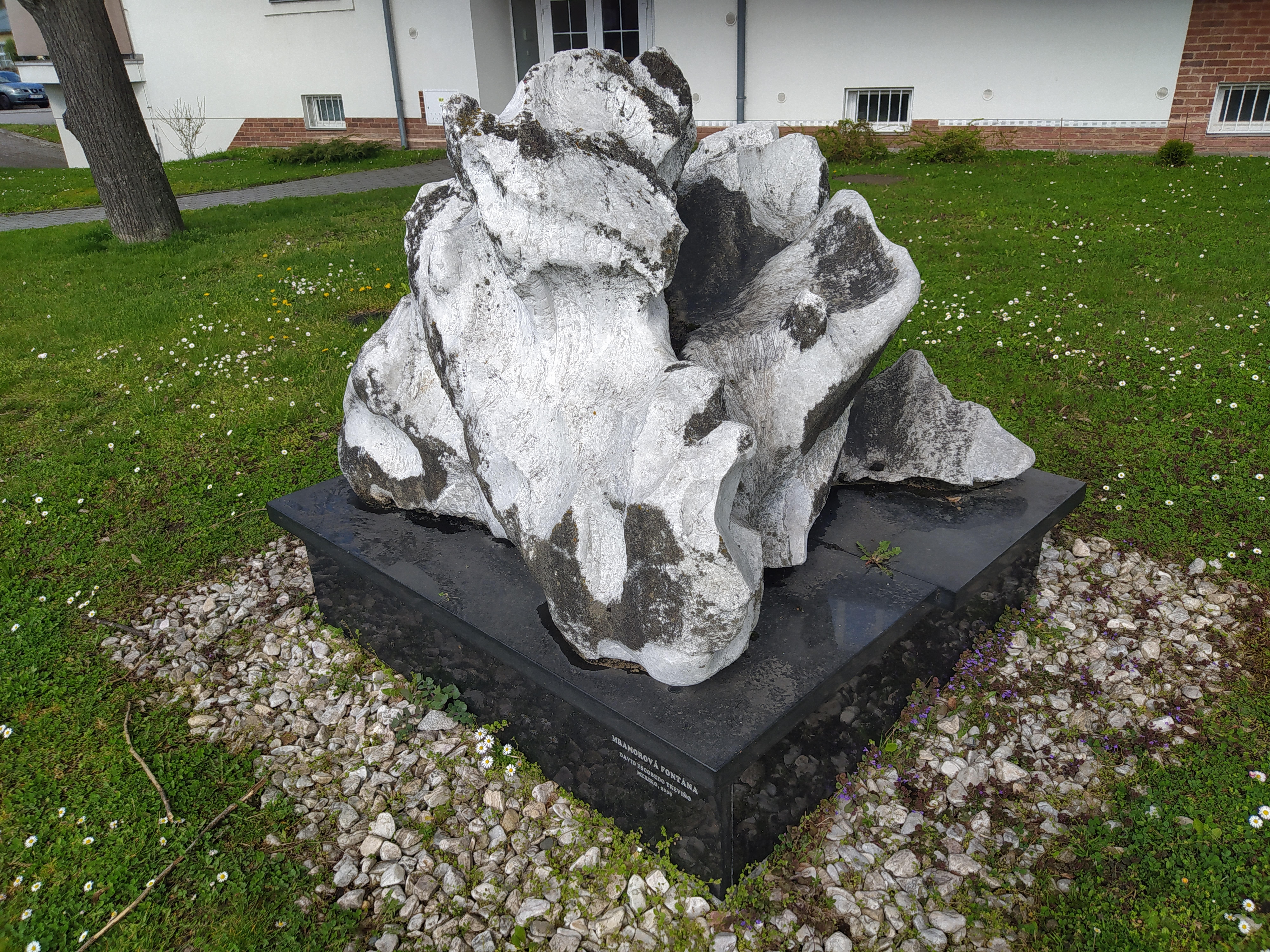
Mramorová fontána

Vedle Mramorové fontány je instalován Třebovický bludný balvan.